# تاکدا کوئونسای
کوئونسای تاکدا (به ژاپنی: 武田耕雲斎); ۱ ژانویهٔ ۱۸۰۳ – ۱ مارس ۱۸۶۵) سیاستمدار اهل ژاپن بود.